# Arqueología procesual
La arqueología procesual o arqueología de sistemas, a menudo conocida bajo la denominación inglesa de New Archaeology o Nueva Arqueología en español, como intento de emular otras ciencias que les sirvieron de inspiración (la Nueva Antropología o la Nueva Geografía) es una escuela arqueológica anglosajona cuyos orígenes están en la publicación, en 1958, del libro Method and Theory in American Archeology, de Gordon Willey y Philip Phillips. En él expresaban su paradigma científico con la siguiente frase: «La arqueología americana o es antropología o no es nada»., de este modo asumían que los objetivos de la disciplina arqueológica deberían ser idénticos a los de la antropología cultural.
Sin embargo el verdadero impulso de la arqueología procesual vino diez años más tarde de la mano de dos investigadores, el estadounidense Lewis Binford y el británico David L. Clarke. Sin embargo, esta concepción estaría desdibujando el rol de algunas mujeres que también participaron activamente de este movimiento, en especial Sally Binford, esposa de Lewis Binford durante la década de 1960, quien es considerada por algunos investigadores una cofundadora de la Nueva Arqueología. Si bien la Arqueología procesual ha tenido una gran influencia en todo el mundo, su desarrollo partió de los Estados Unidos en los años 60 y 70, habiendo recibido un importante impulso por parte de muchos arqueólogos latinoamericanos y británicos. 
Francia es, quizá el reducto donde menos influencia ha tenido, pues los franceses poseen una escuela propia de prehistoriadores que, sin duda, se sintió duramente atacada por las ideas de la New Archaeology, lo cual no ayudó a ver las incuestionables virtudes de esta escuela; al contrario se produjo una reacción de rechazo que solo sacaba a relucir sus defectos.
Matthew Johnson da, por otra parte, una explicación realmente convincente acerca de por qué la Nueva Arqueología tuvo menos seguidores en Europa. En primer lugar, nos aclara que en las universidades estadounidenses, la disciplina arqueológica suele asociarse a los departamentos de Antropología cultural, donde es importante la base teorética y se aprecia mucho la epistemología; en cambio, en Europa, los arqueólogos son casi todos prehistoriadores asociados a departamentos de Historia, de hecho, la mayoría de los europeos considera que no hay una ruptura clara entre Historia y Prehistoria, sino un proceso continuo y desigual, de ahí la concepción más historicista de la disciplina. En segundo lugar, los arqueólogos americanos son, en su mayoría, de ascendencia europea, y consideran los yacimientos arqueológicos como parte de pueblos ajenos, en este sentido pone un ejemplo muy ilustrativo: 

«Si uno va a la Smithsonian Institution en Washington encontrará el Museo de Historia Americana, por un lado, donde se explica la historia de los blancos, y por otro, el Museo de Historia Natural, donde se expone la flora y la fauna del Nuevo Mundo, así como la historia de los nativos americanos»
página 48

Siguiendo con la explicación, el panorama que ven los europeos es muy diferente, pues el legado arqueológico es parte de un pasado propio, que a menudo es empleado para recalcar peculiaridades locales, regionales o nacionales (un italiano nunca renegaría del mausoleo de Teodorico, por más que lo construyera uno de los pueblos bárbaros que destruyeron el Imperio romano, ya que lo considera una aportación a su identidad). En tercer lugar, muchos de los procedimientos de la Nueva Arqueología tienen sentido en Arizona, donde es posible conectar restos antiguos con pueblos indígenas; esos mismos procedimientos se desbaratan ante la mezcolanza de hallazgos en el subsuelo de Salamanca (por poner un ejemplo). Sin embargo, este mismo autor incide en que la Nueva Arqueología ha tenido cierta influencia, tanto mayor, cuanto más antiguos son los yacimientos: es más fácil hallar algún seguidor del procesualismo en Atapuerca que en Itálica (realmente, es más que probable escuchar discusiones teoréticas en una excavación paleolítica, pero éstas serán más raras cuando hay que excavar una villa romana, pues allí primará un enfoque histórico-artístico).

## Problemas de la Nueva Arqueología
A partir de 1960 y principios de 1970 la Nueva Arqueología tenía el problema de que no existía unanimidad respecto a su naturaleza y su alcance. La Nueva Arqueología inhibió el desarrollo de la arqueología al querer subsumirla dentro de la antropología y las ciencias naturales. David Clarke se basaba en las ideas procedentes de la estadística, la geografía y las ciencias de la información.
Muchos de los temas del siglo XIX están por redescubrir, aunque los enfoques tradicionales también tienen sus desventajas, como por ejemplo que se prescinde de ellos, tal como sucede entre la Nueva Arqueología y la normativa de la arqueología.
Este mismo punto de vista aparece en Symbols in Action, de Ian Hodder, cuyas ideas principales respecto al periodo anterior de la Nueva Arqueología son que la cultura material estaba constituida significativamente, era necesario que el individuo formara parte de las teorías de la cultura material y del cambio social, y que el vínculo más estrecho de la arqueología es la historia.

### Significados culturales y contexto
Las transformaciones culturales incidían en las relaciones entre los restos materiales y el comportamiento de sus productores. Estas transformaciones fueron denominadas por Michael B. Schiffer como «transformaciones-c», que demostraban la importancia de las transformaciones culturales. Este hecho no supone ninguna amenaza para la arqueología.
A medida que aumenta la duración e intensidad de la ocupación de un yacimiento arqueológico, aumenta también la organización y el movimiento de los desechos. La cultura material no es el reflejo directo del comportamiento humano, sino la transformación de dicho comportamiento humano.
La semejanza entre objetos aumentaba a medida que se incrementaba la interacción interpoblacional. En las fronteras entre los grupos étnicos de Baringo se comprobó que hubo mayor interacción étnica a medida que hubo una menor semejanza estilística. Ambos descubrimientos se interpretaron en la Nueva Arqueología como la forma de generalizar y enunciar la ley de la correlación entre el carácter distintivo de la cultura material y el grado de reciprocidad negativa intergrupal. De esta manera, a mayor competitividad, mayor marcación de los límites de la cultura material.
Lewis R. Binford sugirió que la correlación general entre la complejidad del ceremonial funerario y la complejidad de la organización social es otro caso en el que se puso de manifiesto que la cultura material es un reflejo de los enterramientos. A raíz de un estudio sobre prácticas funerarias, Parker Pearson demostró que dichas generalizaciones no consideraban la transformación cultural de la relación entre los enterramientos y las personas. Incluso una sociedad diferenciada puede optar por enterrar igualitariamente a los muertos.
El status social en las etapas iniciales del desarrollo de una sociedad jerarquizada pudo haberse exagerado y naturalizado en la muerte, y en etapas posteriores, la variabilidad funeraria negó la jerarquía social.
En las prácticas funerarias, estas generalizaciones son poco convincentes y la cultura material es un reflejo indirecto de la sociedad humana. Es en este momento cuando se empieza a vislumbrar las ideas, creencias y significados entre la gente y las cosas. El enterramiento son reflejo de la sociedad, y depende, con las demás formas, de las actitudes de dicha sociedad.

## Crítica a la arqueología historicista europea
La filosofía procesual era una reacción contra la arqueología prehistórica europea, cuya base era fundamentalmente la Historia de la cultura, sobre todo de la cultura material. En palabras de David L Clarke, la arqueología europea historicista era: 

«…una ciencia empírica e indisciplinada carente de un esquema de trabajo sistemático y ordenado basado en modelos y reglas de procedimiento claramente definidos y manifiestos; carecer, además de un cuerpo teórico central capaz de sistematizar las regularidades implícitas en sus datos de tal manera que los residuos excepcionales que distinguen cada paso puedan ser fácilmente aislados y fácilmente valorados»
Arqueología analítica, pág XII

En opinión de los miembros de esta escuela, la arqueología europea era un caos y sus practicantes se limitaban a una labor empírica, descriptiva y taxonómica, científicamente desfasada y excesivamente ligada a la cronología estratigráfica. Los viejos arqueólogos no recurrían al método científico, sino que se basaban en una amplia formación humanística, diletante, sin objetivos concretos, y, por lo tanto, ajenos al Método científico.
Hay que aclarar que estas críticas, a veces feroces, tenían cierto fundamento, y fueron un beneficioso revulsivo para las escuelas arqueológicas europeas. Pero hay ciertos ataques sumamente injustos, cuando no tendenciosos. Algunos arqueólogos de la escuela procesual no dudaban en ocultar los logros de sus colegas de otras escuelas, con el objeto de desprestigiarlos. El ejemplo más sangrante es el del propio Binford, que después de unas durísimas críticas a François Bordes, no dudó en tomar los datos recogidos por el prehistoriador francés, aceptando incluso la tipología heróclita y empírica que éste había usado para clasificarlos, y luego elaborar una teoría propia sobre el Musteriense, basada, como decimos, en informaciones de segunda mano a las que aplicó exhaustivos cálculos estadísticos (análisis factorial). Este estudio, casi completamente teórico (pues nunca excavó en Francia y realizó los trabajos presuponiendo que determinados tipos líticos servían para funciones concretas, sin haberlo comprobado), dio como resultado una serie de hipótesis de trabajo que Binford no verificó con datos del Paleolítico europeo, sino que extrapoló a estudios propios sobre las tribus Nunamiut de Alaska. Actualmente, los resultados de las investigaciones de Binford han sido prácticamente descartados (las modernas técnicas trazalógicas han demostrado que la función de los tipos líticos no fue asignada correctamente; de hecho varias funciones diferentes eran realizadas con un mismo tipo, y, al mismo tiempo, varios tipos realizaron la misma función; lo que invalida completamente los estudios de Binford), mientras que la seriación de Bordes sigue sirviendo de referencia en muchos estudios.
Los arqueólogos procesuales achacan a los prehistoriadores europeos que, en lugar de contrastar hipótesis científicas, tengan una fe ciega en las afirmaciones especulativas de grandes figuras de prestigio y en los hallazgos de los yacimientos estelares.
Para los procesuales, los arqueólogos historicistas carecen de hipótesis de trabajo, de paradigma científico o problemática explícita, que se limita a acumular el máximo de datos posibles, a menudo como meros técnicos (no científicos) en sondeos estratigráficos de una extensión insuficiente; describiendo hasta el más minúsculo detalle (a veces, sin saber por qué), elaborando así una taxonomía excesivamente dependiente de la tipología lítica y de la tipología cultural (por llamarla de alguna manera); con el único objetivo de conocer las coordenadas cronológicas. Según su opinión, la prehistoria historicista tradicional ni confirma ni refuta, solo clasifica y describe, olvidándose de la verdadera esencia de las sociedades humanas, que reducen a una colección de artefactos-fetiche.

## Características de la arqueología procesual
La arqueología procesual recibe ese nombre por objetivo último que es el de reconstruir completamente, de manera virtual, los «procesos culturales» del ser humano. Para ello sostienen el empleo mucho más riguroso del método científico y de determinadas ciencias auxiliares de gran espectacularidad, hasta el punto de llegarse a achacárseles cierta ostentación tecnológico-científica en sus métodos y cierto hermetismo en su lenguaje.
Sin embargo, a los arqueólogos procesuales partían casi de cero, y les costó bastante tiempo establecer unas pautas científicas aplicables a su campo de estudio; para conseguirlo tomaron como modelo el Positivismo lógico del filósofo alemán Carl Hempel, incluido en el círculo de Viena y la Filosofía analítica anglosajona. Además, como se indica más arriba, toman muchas de las técnicas de campo de la Antropología Cultural para reconstruir la vida en el pasado. Según Lewis Binford la etnografía comparada es imprescindible para facilitar la comprensión del contexto arqueológico.
Los arqueólogos procesuales defienden que toda investigación arqueológica debe partir de una idea previa que dirija toda la investigación. A partir de ella, se aplica el método científico hipotético-deductivo.
Una de las principales críticas que se le hacen a la arqueología procesual es que en una excavación arqueológica no se puede partir de una única premisa inicial preconcebida, pues, cuando se abre una excavación, hay que estar preparado para cualquier cosa. Es decir, no se puede excavar para investigar el Solutrense y dejar de lado los estratos que podamos hallar encima, solo porque no están contempladas en la idea de partida. La validación de hipótesis se sustituye por la deducción y el contraste comparando con grupos (primitivos actuales, o no) para establecer analogías, comparaciones. Si se confirman se puede decir que el fenómeno trasciende y, así, pasar de lo particular a lo general. Siguiendo a Hempel, esta validación tenía como objetivo una aproximación científica a la cultura de carácter general (opuesta al particularismo positivista e «histórico» de los prehistoriadores europeos) y a partir de ahí encontrar las leyes del comportamiento humano que, forzosamente, no eran rígidas, como en otras ciencias, sino probabilísticas.
A pesar de todo, como seguidores de las escuelas filosóficas arriba mencionadas, los procesualistas soslayan el problema de la verificabilidad de sus hipótesis. Después crear cuadros de referencia admirables, desde el punto de vista de la arqueología tradicional, se estancan en el «principio de verificación». Es decir, se exigen a sí mismos la verificabilidad de sus hipótesis, pero no siempre cumplen, ya que este principio solo exige que las hipótesis tengan significado cognoscitivo, pero no obliga a una contrastación empírica. Si, a pesar de todo, la contrastación se lleva a cabo, tanto mejor, pero es un paso no obligatorio. De hecho, tanto el Círculo de Viena como Wittgenstein (que, aunque profesor de Cambridge, era austriaco emigrado por causas políticas), habían señalado que las grandes teorías, aun siendo adecuadas, no podían verificarse si no se descomponían en proposiciones más elementales («atómicas»): éstas fueron bautizadas como «proposiciones protocolarias». Sobre ellas, como decimos, no se exigía una verificación completa o concluyente, sino solo lo que se denomina confirmación o, en su defecto, traducibilidad. La «Traducibilidad» es usada en los casos en los que es imposible observar los fenómenos directamente, entonces se extrapolan reglas de correspondencia con otros fenómenos que sí son observables. En la arqueología la traducibilidad la ofrecían los pueblos primitivos actuales. De este modo Binford desarrolló una brillante fusión de este procedimiento con la Teoría del Nivel Medio, ya expuesta por el sociólogo Robert K. Merton en la década de los 50, desarrollada para estudiar fenómenos sociales en los que hay una enorme carencia de datos.
Aplicadas a la Arqueología y a la Prehistoria, la traducibilidad y la teoría del nivel medio eran sobre el papel potentísimas y venían avaladas por prestigiosas escuelas filosóficas que habían estudiado el problema del conocimiento humano. Algo inusitado en Arqueología, ya que abría impresionantes perspectivas: permitirían atribuir funciones concretas a los objetos, las estructuras y las costumbres humanas. Conjugaban una serie de conceptos que, según la idea de los arqueólogos procesuales, pueden tomarse como leyes científicas sobre la cultura material. Y puesto que los aspectos materiales son determinantes para las estructuras sociales, es posible inferir (traducir o corresponder) hechos inobservables a través de otros que sí lo son, y reconstruir los procesos sociales del pasado. La Teoría del Nivel Medio permite dar por válidas hipótesis que, de otro modo, serían imposibles de contrastar, ante la falta de datos prehistóricos, pero parte de un axioma discutible, el determinismo materialista: la existencia de lazos invisibles e irrompibles entre la cultura material y el resto de los subsistemas culturales. Lewis Binford se sirvió de la Teoría del Nivel Medio para extrapolar datos de sus observaciones entre los Nunamiut Eskimo de Alaska y los restos arqueológicos del Musteriense francés. Dando por sentado esa ligazón invisible entre sociedades «equivalentes», o aparentemente similares (ya que ocuparían el mismo nicho sociocultural y ecológico), fuera del tiempo y del espacio (timeless and spaceless). A pesar de lo prometedor de todo el planteamiento, el resultado final no igualaba a lo que estaban consiguiendo otros arqueólogos contemporáneos europeos en el campo. Al contrario, las teorías de Binford no pasaban de ser eso, teorías, muy brillantes, pero teorías sin resultados prácticos sólidos.
Otras características del paradigma procesual son su negativa a aceptar el Difusionismo en Prehistoria, defendiendo, en su lugar, el Evolucionismo (o autoctonismo). Es decir, muchos descubrimientos, innovaciones, o cambios culturales, surgieron independientemente en varios lugares del globo, sin que hubiese relación entre ellos. La explicación es meramente cultural, ya que, según los arqueólogos procesuales la cultura material es un aspecto determinante del comportamiento humano y éste evoluciona influido por el entorno ambiental. En palabras del propio Lewis Binford: «la cultura es una forma extrasomática de adaptación al medio de los seres humanos». Hay que aclarar que el evolucionismo procesualista considera, pues, que la necesidad o el estímulo ambiental provoca los cambios culturales. Es lo que a veces se denomina materialismo determinista: los aspectos materiales son determinantes para la estructuración de las prácticas sociales y, a su vez, el entorno ambiental provoca cambios culturales en las sociedades humanas. Por eso se constatan fenómenos equivalentes en diversos lugares independientes del mundo donde se dan condiciones ambientales similares. Si analizamos detenidamente este presupuesto, nos daremos cuenta de que no estamos ante un evolcuionismo darwinista, sino lamarckiano: «la función crea el órgano».
La influencia de la antropología se une al rechazo del enfoque historicista: relegan los aspectos cronológico-estratigráficos a un segundo plano. Prefieren plantear una visión sincrónica de los problemas. Esto no significa que rechacen las diacronías, pero las plantean al margen de lo que ellos denominan ruido de fondo. Es decir, lo que interesa son los procesos esenciales, subyacentes, no los elementos anecdóticos. Estos procesos son los que permiten, por un lado, apreciar el verdadero nivel de una cultura, y poder compararlo con el de otras, es decir, generalizar; y, por otro, observar los cambios estructurales (no los coyunturales), a largo plazo. Así, pues, un proceso pone el énfasis en la esencia, permite hacer generalizaciones y concibe las culturas como modelos sistémicos.
En este sentido, los arqueólogos procesuales tiene mucha fe en los modelos matemáticos y, particularmente en la teoría de sistemas. De hecho, Clarke dedica varios de los capítulos de su libro principal a adaptar esta teoría, con tanto detalle que, muchos de sus colegas han quedado desconcertados ante lo que consideran una aplicación excesiva e innecesaria a causa de su exposición poco familiar y oscurantista. Por ejemplo, Clarke define la cultura humana como un sistema de subsistemas, a saber:
- El subsistema social (la trama jerárquica)
- El subsistema religioso (las creencias y doctrinas)
- El subsistema psicológico (el inconsciente colectivo)
- El subsistema económico (las estrategias de subsistencia) y...
- El subsistema de cultura material (la tecnología y las herramientas)

Este Sistema cultural humano no es cerrado, pues es afectado por otros sistemas culturales vecinos y, sobre todo por el entorno ambiental, otro sistema de subsistemas con el que se establece un equilibrio dinámico. Sin embargo el problema resulta difícilmente resoluble pues, como diría Clarke, trabajamos con «Un sistema complejo totalmente velado, salvo por un terminal de input y un terminal de output» (Op. cit. página 50).
Binford, en cambio, divide los sistemas culturales en tan solo tres subsistemas: el tecnológico, el sociológico y el ideológico; estos subsistemas sirven al grupo para adaptarse al entorno y organizarse internamente. A continuación, expone una de sus ideas más atrevidas: aunque solo conservemos la cultura material de un yacimiento, es posible reconstruir todos los subsistemas a partir de esta, puesto que sus componentes pueden cumplir diferentes papeles, relacionados con estos subsistemas. Así, hay objetos exclusivamente funcionales, llamados por Binford «Tecnómicos» (acrónimo de técnico y económico); otros que pueden ser elementos de prestigio, de protocolo o con alguna función comunitaria, éstos serían los artefactos «sociotécnicos» (de social más técnico); por último, estarían los objetos ceremoniales, relacionados con las creencias y la psicología, son los artefactos «ideotécnicos» (de ideológicos y técnicos). Si el arqueólogo es capaz de asignar el papel adecuado a cada uno de los elementos materiales conservados en un yacimiento, podrá reconstruir todos los subsistemas del mismo. Esta reconstrucción es una inferencia, por supuesto, que se inspira en datos antropológicos, por lo que requiere una verificación científica posterior por medio de la traducibilidad (citada más arriba).

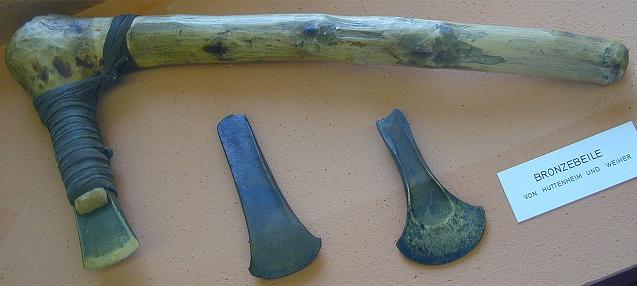
Varios elementos tecnómicos, es decir, funcionales: hachas
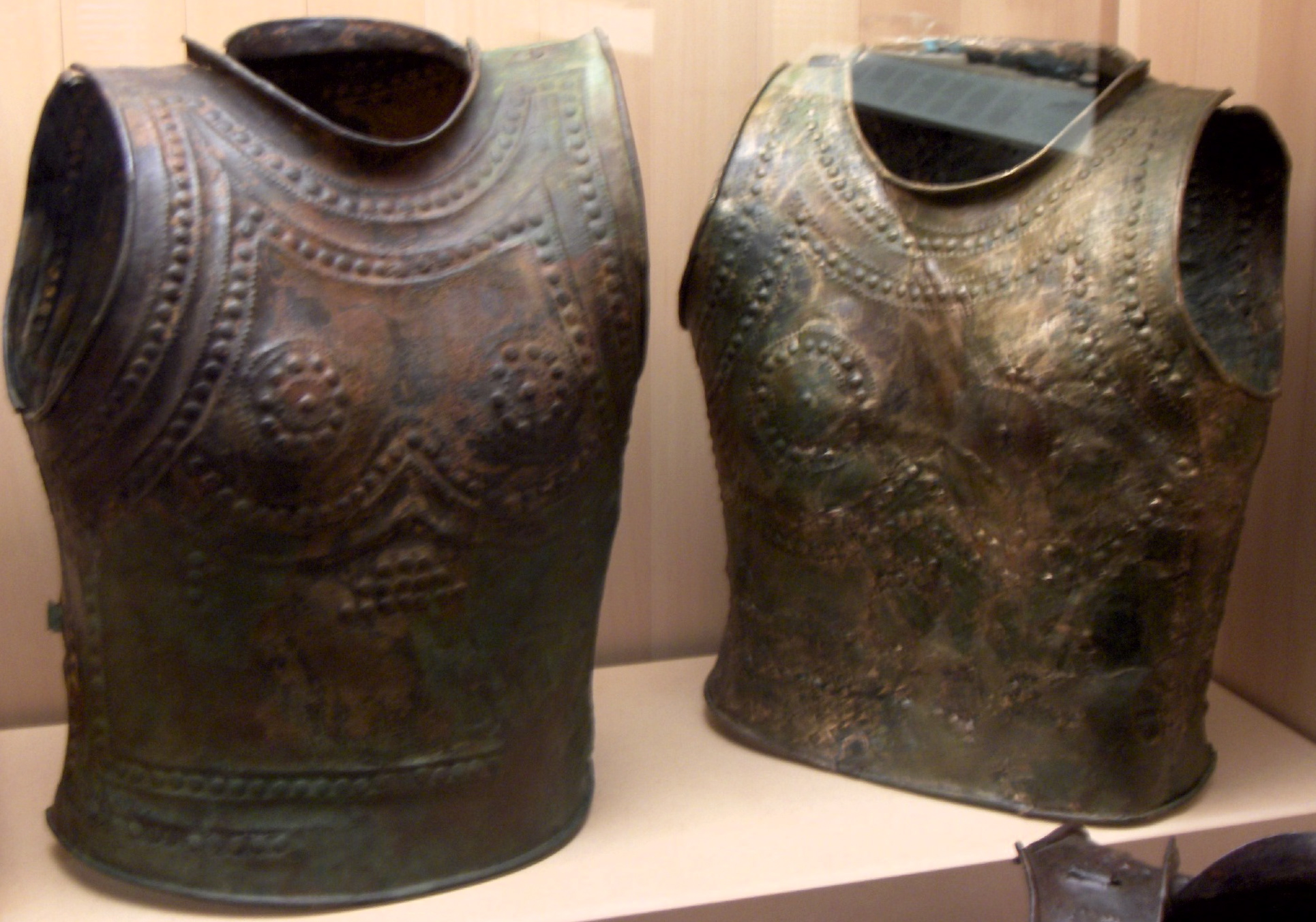
Dos elementos sociotécnicos, de autoridad: corazas
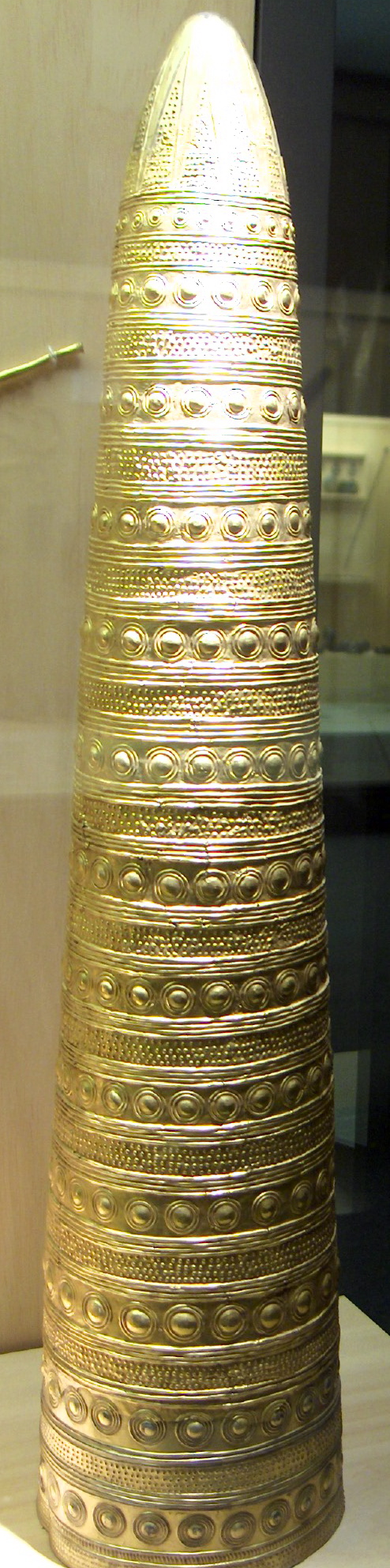
Un elemento ideotécnico, de carácter ceremonial: el Cono de Avanton

A la teoría de sistemas se unen otras teorías exteriores a la arqueología, como la teoría de los juegos, la teoría de los conjuntos, la topología matemática, la teoría de la información, el análisis geográfico de la Nueva Geografía y, sobre todo, la estadística analítica e inductiva. En todos estos procesos interviene la informática. De hecho, la arqueología procesual es pionera en la utilización de la computación prehistórica.

## Grandes figuras de la arqueología procesual
Las dos figuras principales, que venimos mencionando continuamente, son el americano Lewis Binford y David L. Clake. Pero hay arqueólogos que han conseguido importantes logros científicos:
- Lewis Roberts Binford (1930-2011): arqueólogo estadounidense cuyo papel en la arqueología procesual es más teórico que práctico, siendo el profesor de numerosos discípulos de esta escuela. Sus aportaciones principales radican en la construcción de una estrategia de aplicación del método hipotético-deductivo a la arqueología, la comparación o traducibilidad etnográfica a través de la Teoría del Nivel Medio, la importancia de determinismo natural y la visión atemporal de los problemas. Binford es, además, conocido por su dogmatismo, su incapacidad para aceptar las críticas (llegando a abandonar incluso algunos foros de discusión por esta causa) y por su agrio enfrentamiento con François Bordes en la interpretación de las diferentes facies del Musteriense. Otro debate con Braidwood por el origen de Neolítico y con su propio discípulo Flannery por cuestiones personales.
- Kent Flannery, científico americano, discípulo de Binford con el que acabó rompiendo totalmente, dedicó parte de sus esfuerzos a aplicar la teoría de sistemas como medio para solucionar las lagunas de la arqueología en numerosos aspectos. Su trabajo se desarrolló sobre todo en Mesoamérica y la Polinesia.[19] Sin embargo, existe bastante consenso en que Flannery se impuso unos objetivos demasiados ambiciosos y que sus expectativas estuvieron muy lejos de llegar a cumplirse.
- David Leonard Clarke (1937–1976): arqueólogo británico responsable de extender la arqueología procesual a Europa. Su libro Arqueología Analítica causó un enorme impacto y, aunque no agradó a todos, fue un revulsivo fundamental para la renovación de la disciplina prehistórica europea. Fue un prestigioso profesor de la universidad de Cambridge (director del colegio Peterhouse y catedrático de Arqueología y Antropología). Demostró la utilidad de la aplicación de la teoría de sistemas, los modelos matemáticos y la influencia de la ecología y del espacio geográfico en la evolución de las sociedades humanas. Clarke tuvo muchos problemas con las jerarquías universitarias inglesas, sin embargo, fue siempre muy popular y admirado tanto por sus alumnos como por otros profesores. A pesar de su lenguaje excesivamente vanguardista y hermético nadie hizo más que él por a difusión de la Arqueología procesual en Europa. De hecho, no inmediatamente, pero si con el tiempo, aparecieron diversos seguidores de las ideas de Clarke en la Universidad de Cambridge, quedando por citar, quizá, Bob Chapman.

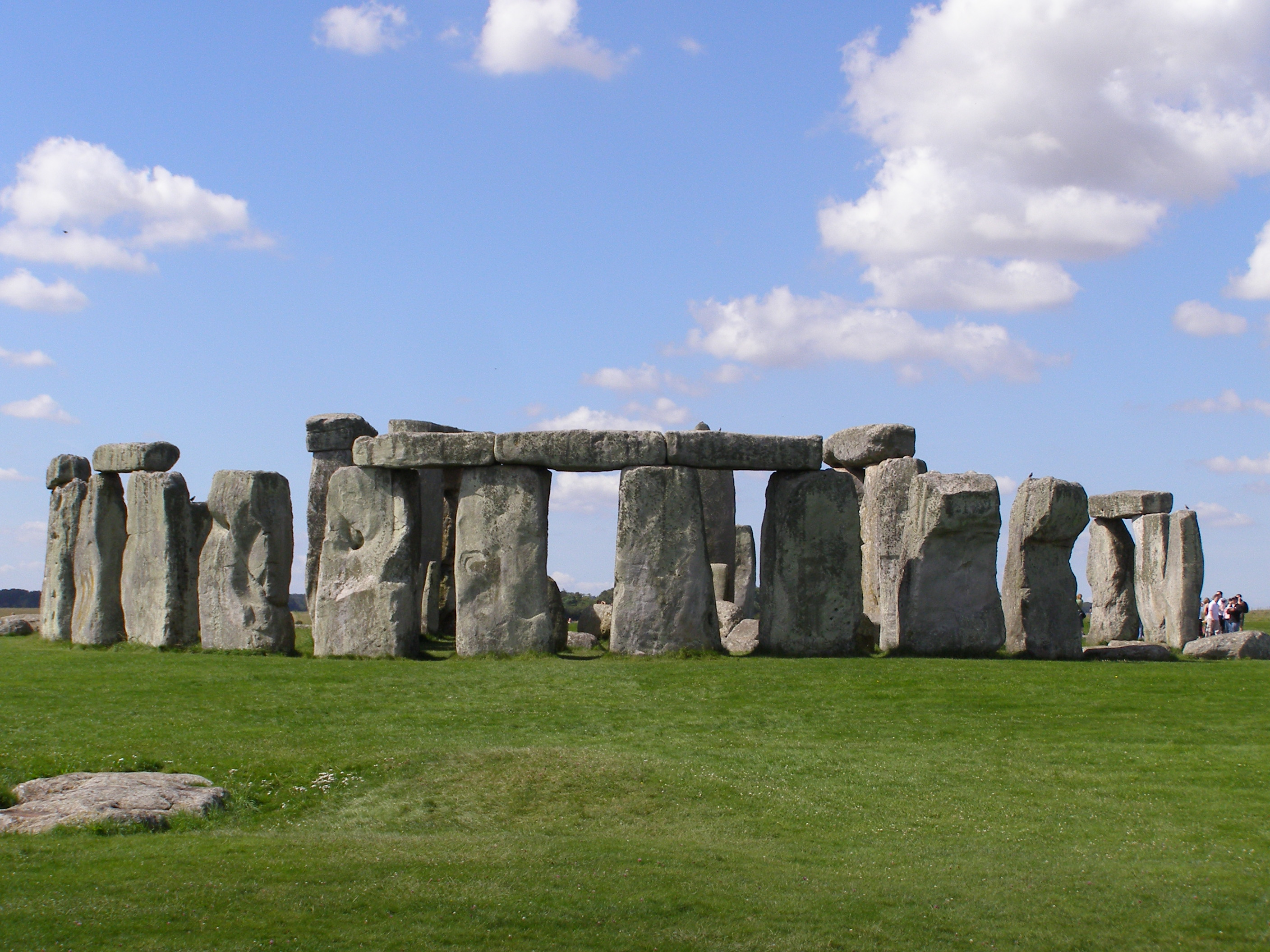
Stonehenge.

- Colin Renfrew (1937-2024): Profesor de Arqueología de la Universidad de Cambridge desde 1972, y, más recientemente, director del Instituto McDonald para la investigación arqueológica. Es, al contrario que Clarke, un divulgador, el rostro amable del procesualismo, ya que, utilizando un lenguaje más accesible supo difundir los fundamentos de la Nueva arqueología británica. Renfrew es el responsable de una profunda renovación de esta escuela, después de décadas de funcionamiento. Entre otras cosas él propuso el cambio de nombre, dándose cuenta de los poco adecuado que era la expresión «New Archaeology», en 1993 comenzó a usar con gran aceptación la locución «Arqueología Procesual» (aunque esto pueda parecer anecdótico, es un síntoma del impulso que dio a una corriente que comenzaba a estancarse y que, gracias a él, cobró nuevos bríos).[20] Renfrew es un enamorado de los modelos matemáticos, pero prefiere dedicarse a los procesos sociales (y su relación con el ambiente natural) antes que a la construcción de un cuadro metodológico. Su trabajo más reconocido ha consistido en demostrar que el fenómeno megalítico no se difundió desde un solo punto de origen sino que fue inventado en varios lugares de la cuenca mediterránea y de la Europa atlántica casi al mismo tiempo.[21] También un defensor de la teoría de sistemas que aplicó con éxito a la Edad del Bronce, tanto en las islas británicas como en las civilizaciones del Egeo.[22]
- Stephen Shennan: Profesor de arqueología en la Universidad College de Londres, es un pionero en la introducción de análisis estadísticos complejos, modelos matemáticos y computación en arqueología.[23]
- Clive Gamble: compañero del anterior como profesor en la universidad de Southampton. es una autoridad en el desarrollo teórico de la disciplina arqueológica y su aplicación al Paleolítico europeo,[24] aunque su experiencia se extiende también a Australia, trabaja sobre todo, en Inglaterra y Grecia.